# Callosciurus notatus
Espèce
Statut de conservation UICN

 LC  : Préoccupation mineure
Répartition géographique
Callosciurus notatus, l'Écureuil plantain, l’Écureuil palmiste, l'Écureuil du tamarin ou l'Écureuil du bananier, est une espèce de rongeurs de la famille des sciuridés. Cet écureuil est présent en Asie du Sud-Est.

## Description

Callosciurus notatus

Callosciurus notatus est un membre de taille moyenne de la famille des Sciuridae qui mesure de 17 à 22 cm pour le corps avec une queue mesurant de 16 à 21 cm. Les pattes arrière mesurent de 4 à 5 cm. Son poids varie de 150 à 315 g,.
Le dessus de l'animal est marron et le dessous est rouge-orangé variant d'une couleur très pâle à très foncée parfois gris délavé. Callosciurus notatus présente des bandes distinctives sur les flancs avec une bande noire près du ventre et une bande chamois au dessus. Le bout de la queue est usuellement orange mais peut se restreindre à quelques poils chez certains individus.

## Répartition et habitat

### Répartition
Callosciurus notatus est présent en Asie du Sud-Est notamment en Thaïlande, en Malaisie péninsulaire et à Singapour mais également en Indonésie sur les îles de Sumatra, Java et Bornéo ainsi que sur les îles environnantes. Il est considéré comme introduit à Sulawesi.

### Habitat

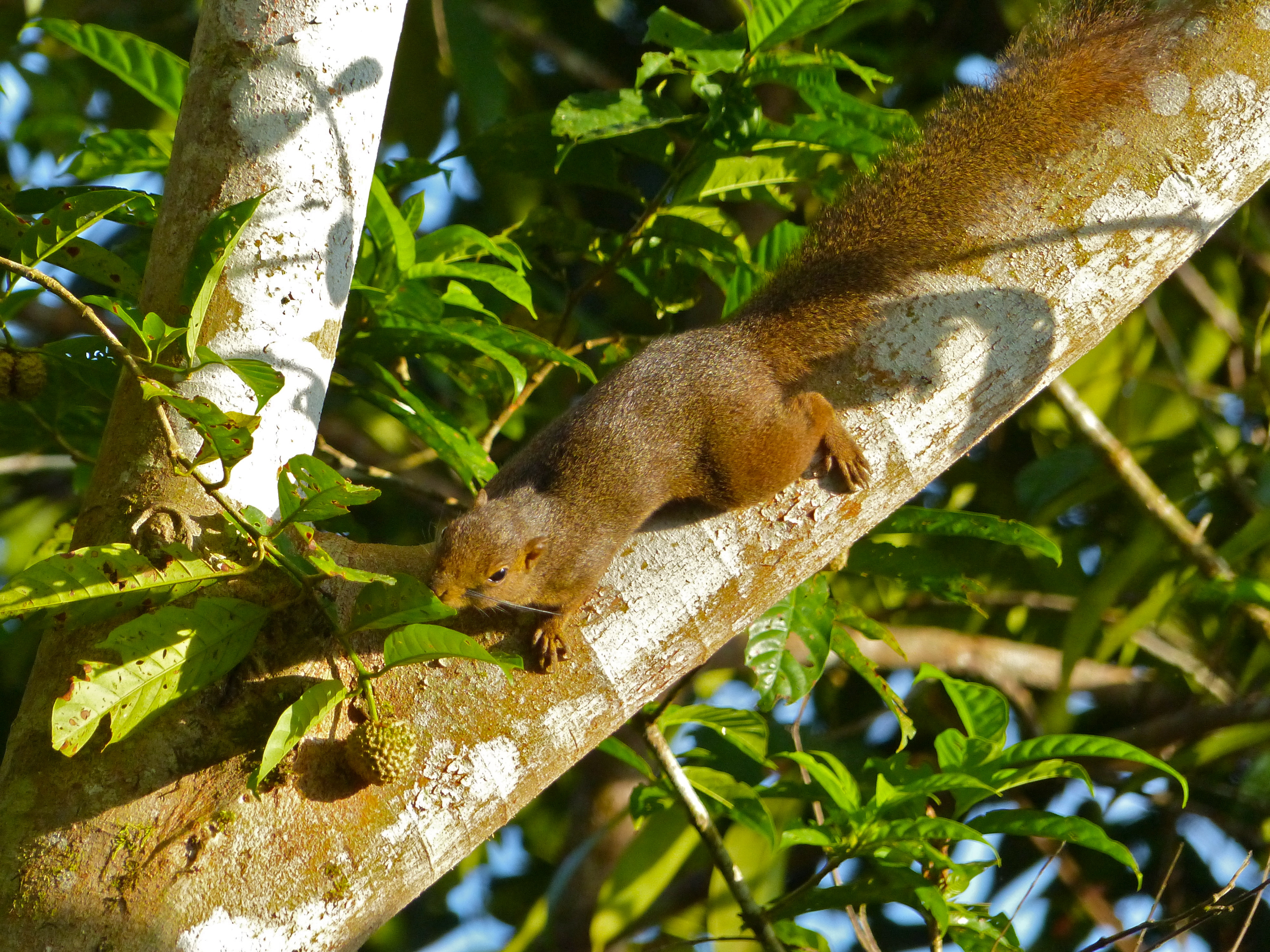
Callosciurus notatus (Parc national du Gunung Mulu, Sarawak)

Callosciurus notatus a été initialement décrit comme vivant dans les bananiers et les tamariniers,.
Callosciurus notatus se rencontre dans les jardins, les cultures et les forêts secondaires. Il peut s'acclimater aux plantations mono-culturales, comme les plantations de palmier à huile et de cacao où il est considéré comme un nuisible.
Bien que peu présent dans l'intérieur des forêts primaires aux arbres de grande taille, il est commun dans les forêts côtières et les forêts marécageuses.
Il a été observé jusqu'à des altitudes de 1 100 m dans le Selangor et de 1 600 m sur le Mont Kinabalu à Bornéo.
Callosciurus notatus peut s'adapter aux zones urbaines et est par exemple présent dans les parcs urbains de Singapour.

## Écologie

### Comportement
Callosciurus notatus est une espèce diurne principalement active en début de matinée, en milieu de journée, et en fin d'après-midi qui se déplace et se nourrit dans les arbres de petite taille.
Son grognement est fort et aigu, semblable à un cri d'oiseau, et répété continûment pendant de longues périodes.
Cette espèce produit différents cris d'alarme spécifiques pour différents types de prédateurs comme les carnivores terrestres, les rapaces et les serpents. Chaque signal conduit les individus conspécifiques à adopter une stratégie d'évasion différente et adaptée à chaque type de prédateur.

### Alimentation
Son alimentation inclut une large variété de fruits parmi lesquels les fruits du palmier à huile et du cacaoyer et d'insectes avec en grande partie des fourmis. Parmi celles-ci, il consomme des fourmis du genre Crematogaster qui vivent en symbiose avec des plantes du genre Macaranga. Callosciurus notatus semble également se nourrir de larves de Tirathaba rufivena.

### Reproduction
Callosciurus notatus construit un nid sphérique dans les branches au sommet de grands buissons ou de petits arbres à l'aide de brindilles et de feuilles.
Les petits naissent nus avec les yeux fermés.
Sa longévité peut atteindre quatre ans et demi en captivité.

### Parasites et maladies
Callosciurus notatus peut être parasité par des nématodes comme Strongyloides callosciurus ou des trématodes comme Allassogonoporus callosciuri.
Comme la plupart des rongeurs, Callosciurus notatus est porteur d'ectoparasites comme Neohaematopinus callosciuri.
Callosciurus notatus peut être atteint de leptospirose.

## Galerie

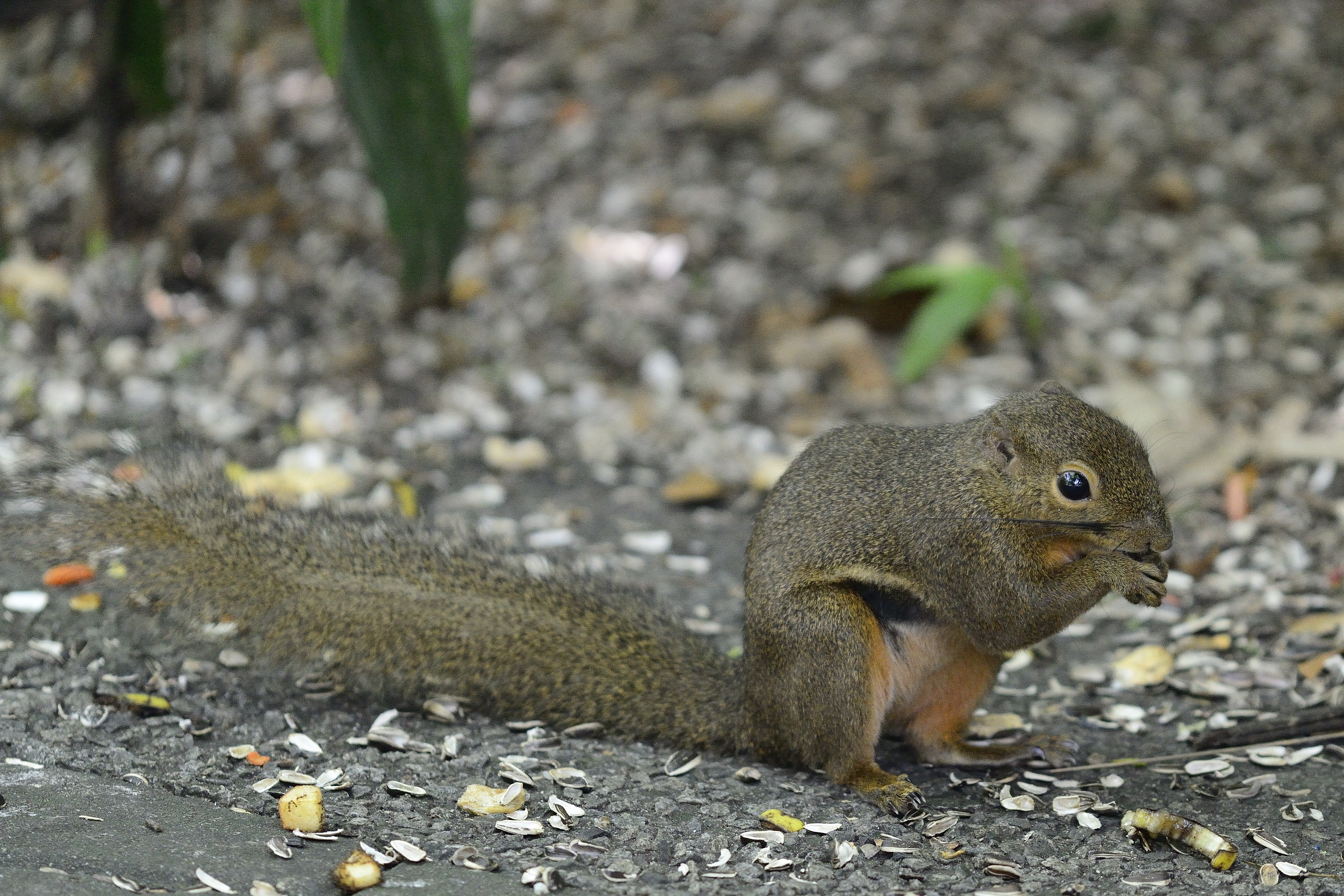
Callosciurus notatus zoo de Singapour
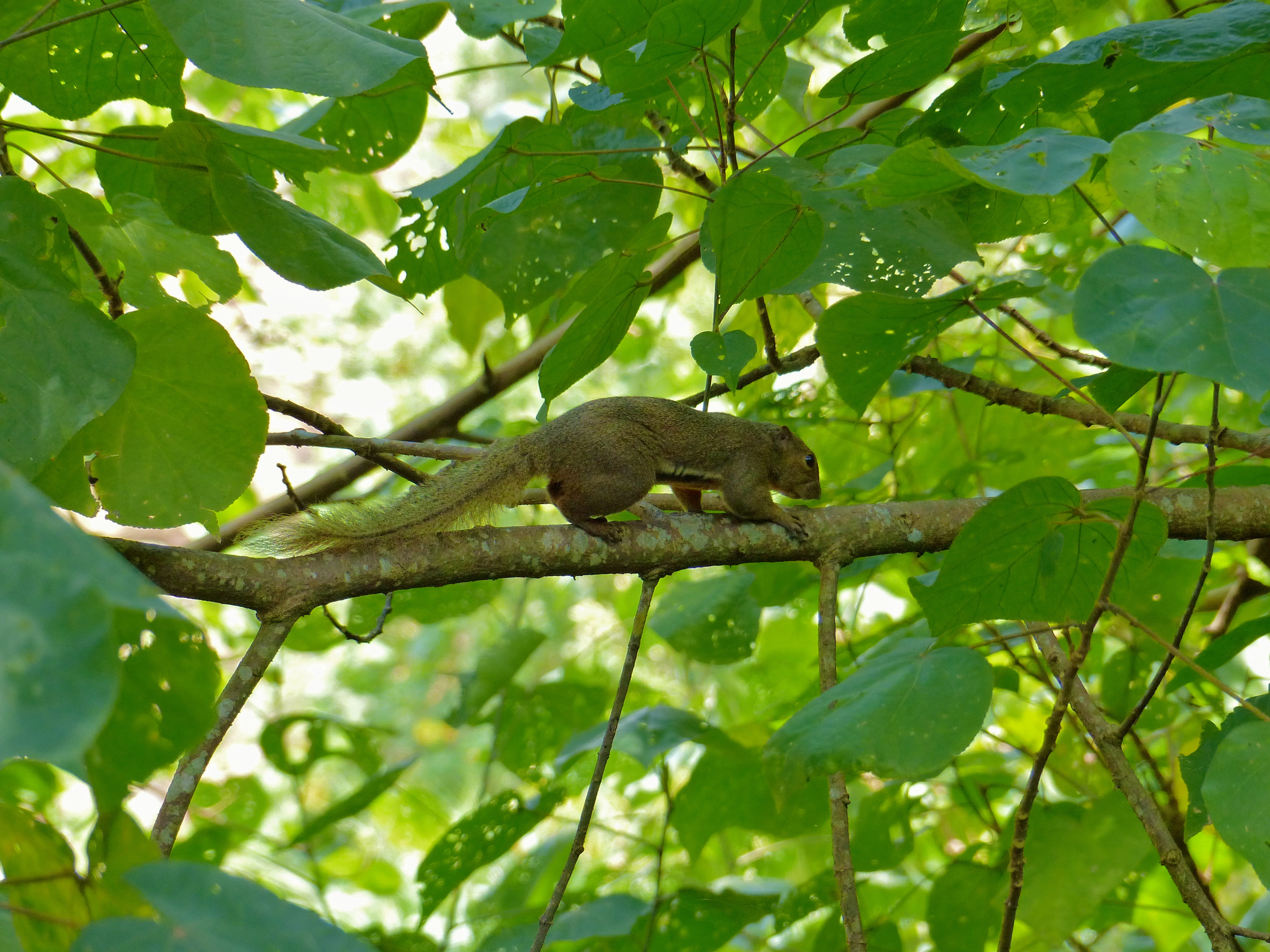
Callosciurus notatus Parc national du Gunung Mulu, Sarawak
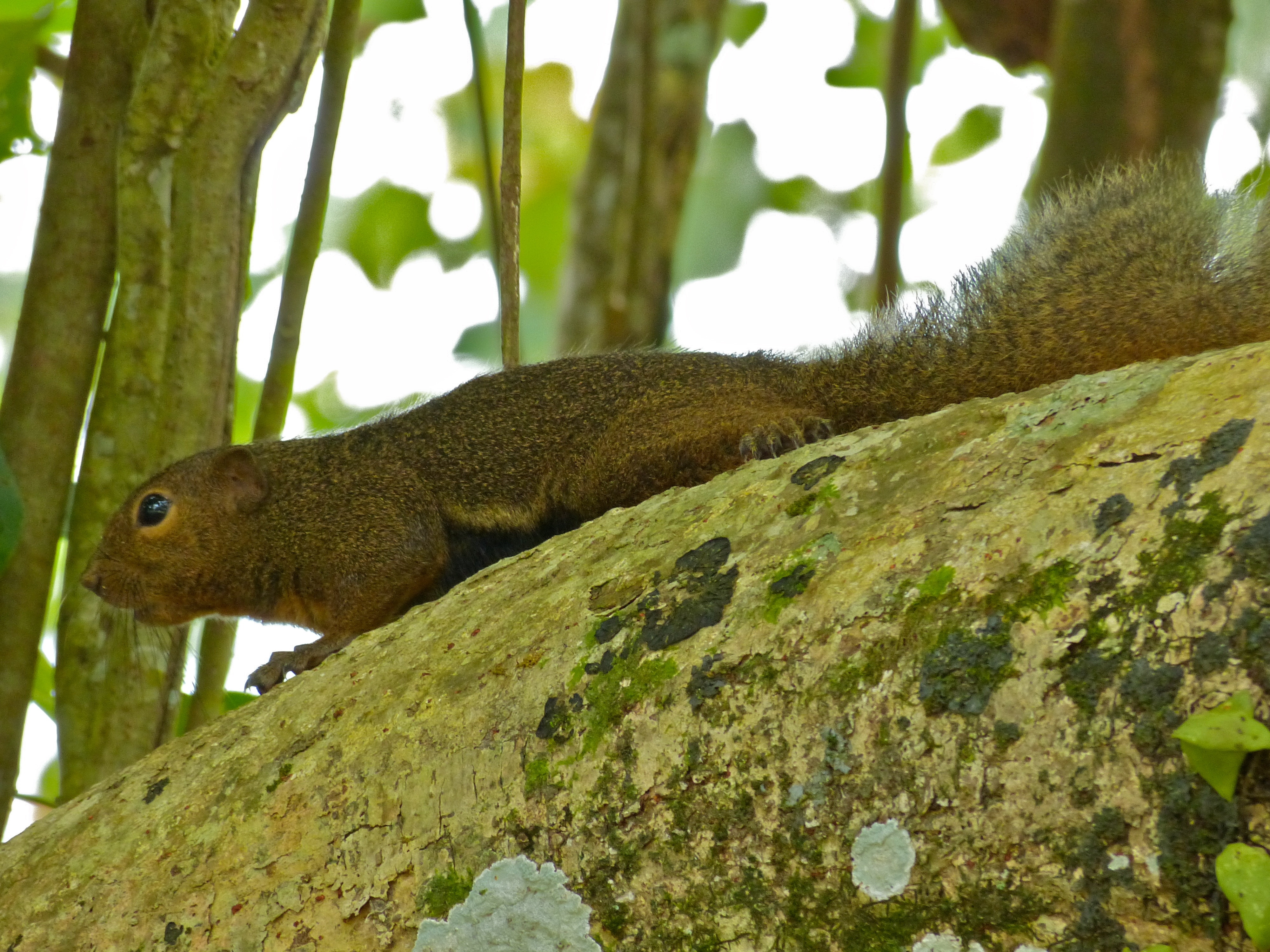
Callosciurus notatus Parc national du Gunung Mulu, Sarawak
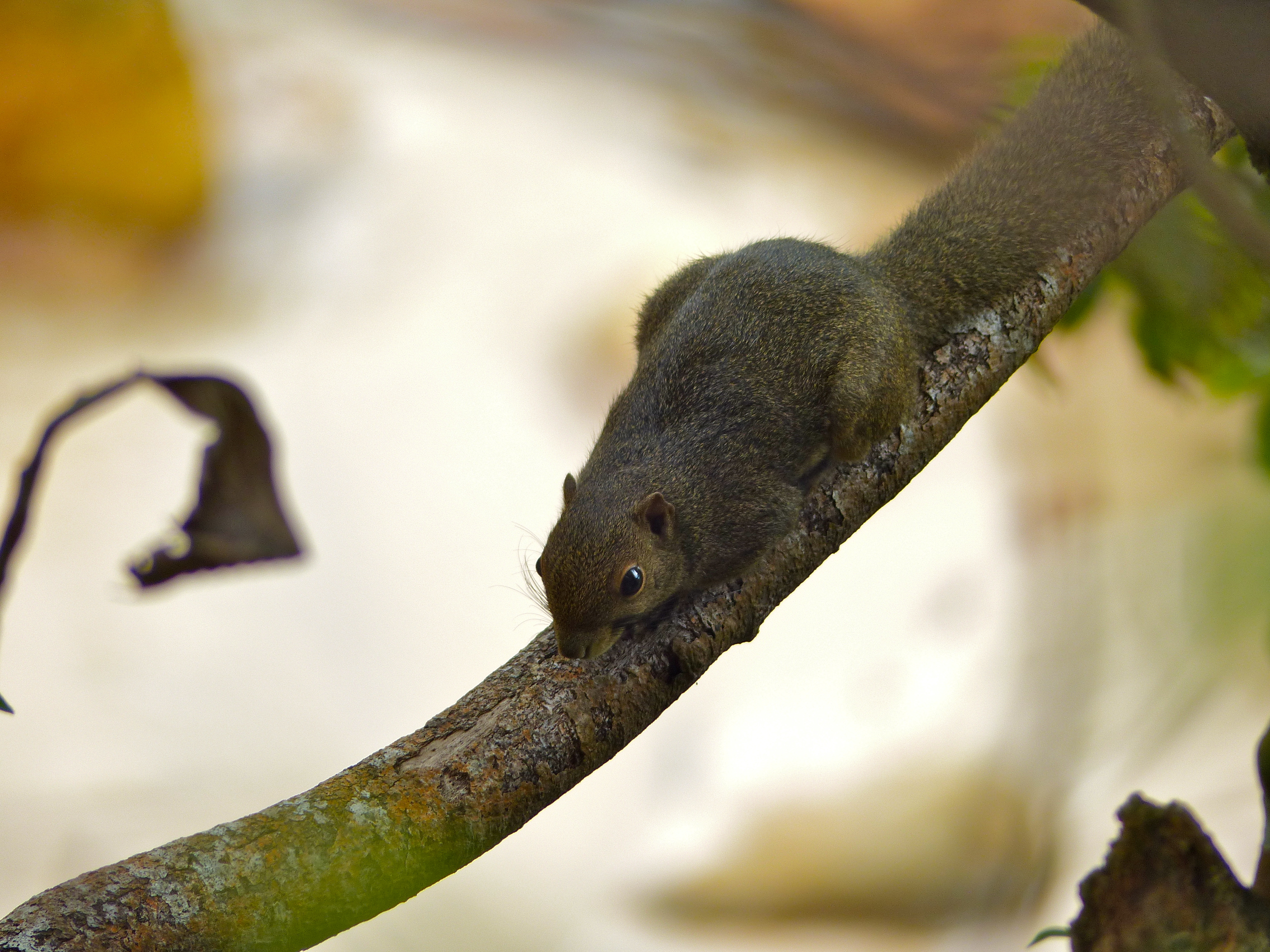
Callosciurus notatus Parc national du Gunung Mulu, Sarawak

## Publication originale
- Boddaert, P. 1785. Elenchus animalium. Volumen 1. Sistens Quadrupedia huc usque nota, eorumque varietates. C. R. Hake, Rotterdam (Texte intégral - "Sciurus notatus" p.119).

## Liste des sous-espèces
Selon MSW:
- Callosciurus notatus diardii (Jentink, 1879) - Java
- Callosciurus notatus miniatus (Miller, 1900) - Sud de la Thaïlande, Malaisie péninsulaire.
- Callosciurus notatus notatus (Boddaert, 1785) - Java
- Callosciurus notatus suffusus (Bonhote, 1901) - Bornéo
- Callosciurus notatus vittatus (Raffles, 1822) - Sumatra

Il est à noter que de nombreuses sous-espèces ont été décrites, 49 par exemple pour la seule Indonésie. Nombre de ces sous-espèces se sont avérées être soit des synonymes soit des espèces à part entière.

## Espèces similaires
Callosciurus notatus est assez similaire à Callosciurus nigrovittatus qui présente un dessous gris et ne possède pas de coloration orange au bout de la queue et à Callosciurus erythraeus qui ne présente pas de bandes latérales noire et chamois.